# کریستیان نوئل
کریستیان نوئل (فرانسوی: Christian Noël‎؛ زادهٔ ۱۳ مارس ۱۹۴۵) شمشیرباز اهل فرانسه است.
وی در مسابقات کشوری و بین‌المللی در مجموع برندهٔ ۱ مدال طلا، ۴ مدال برنز شده‌است.